# Zaffiro

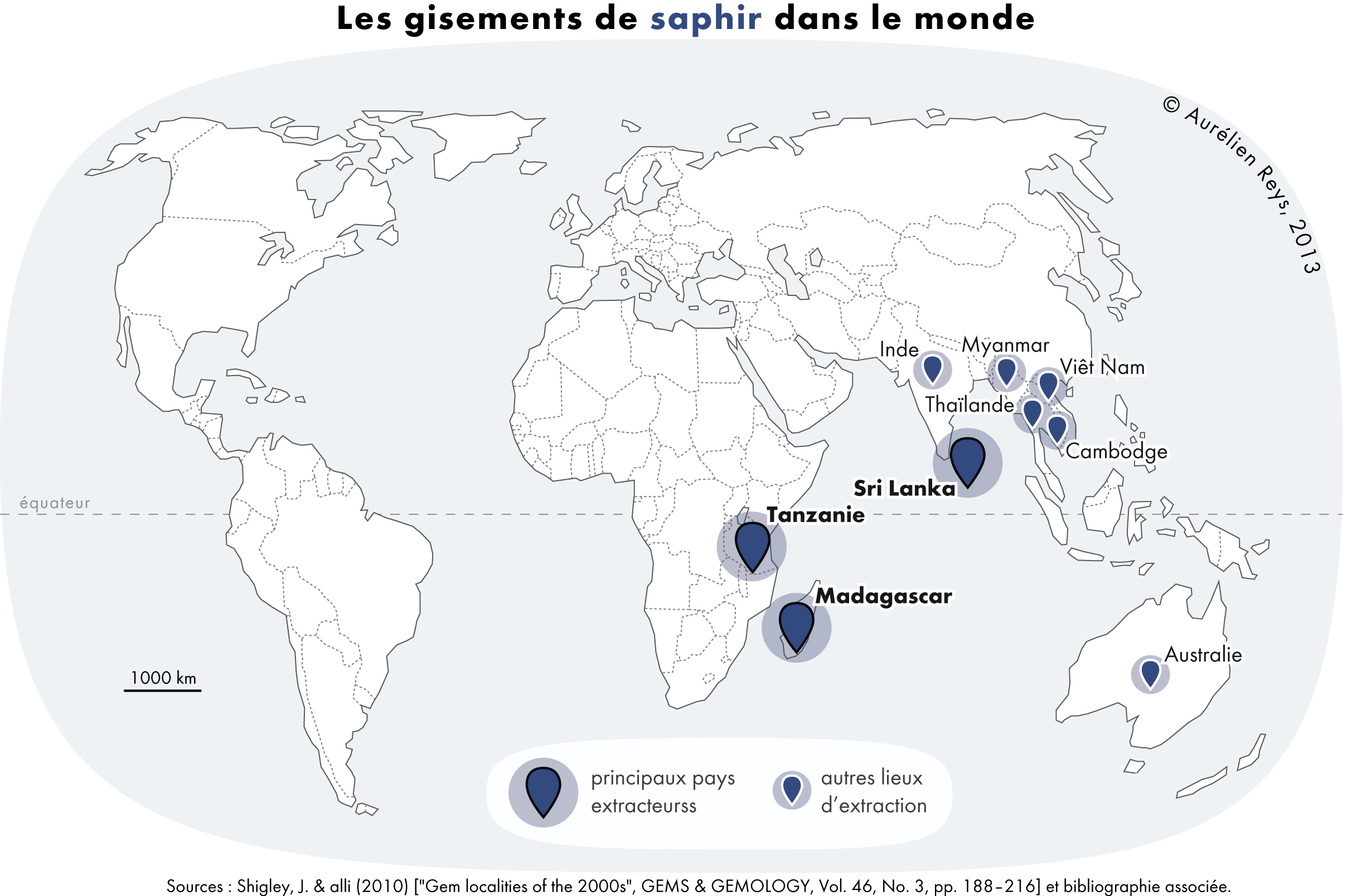
Principali paesi produttori di zaffiro

Lo zaffiro è una varietà di corindone ossia, da un punto di vista chimico, è un ossido di alluminio (Al2O3) fortemente allocromatico.

## Etimologia e storia
La parola zaffiro (fino al XIII secolo nome delle pietre preziose blu, in particolare del lapislazzuli) può essere fatta risalire a molto tempo fa: dal tardo latino sapphirus (anche saphirus), dal latino sappirus, dall'antico greco σάπφειρος sappheiros, che probabilmente deriva dall'aramaico sampîr (aramaico Saphira = 'la bella') o dall'ebraico ספיר (sappir), ossia "la cosa più bella" ed è correlato all'arabo صفير, DMG ṣafīr. Alcuni linguisti suggeriscono un'ulteriore derivazione: l'antico iraniano sani-prijam e il sanscrito शनिप्रिय shanipriya – composto da शनि Shani "Saturno" e प्रिय priya "amato" – che significa "amato/adorato da Saturno".

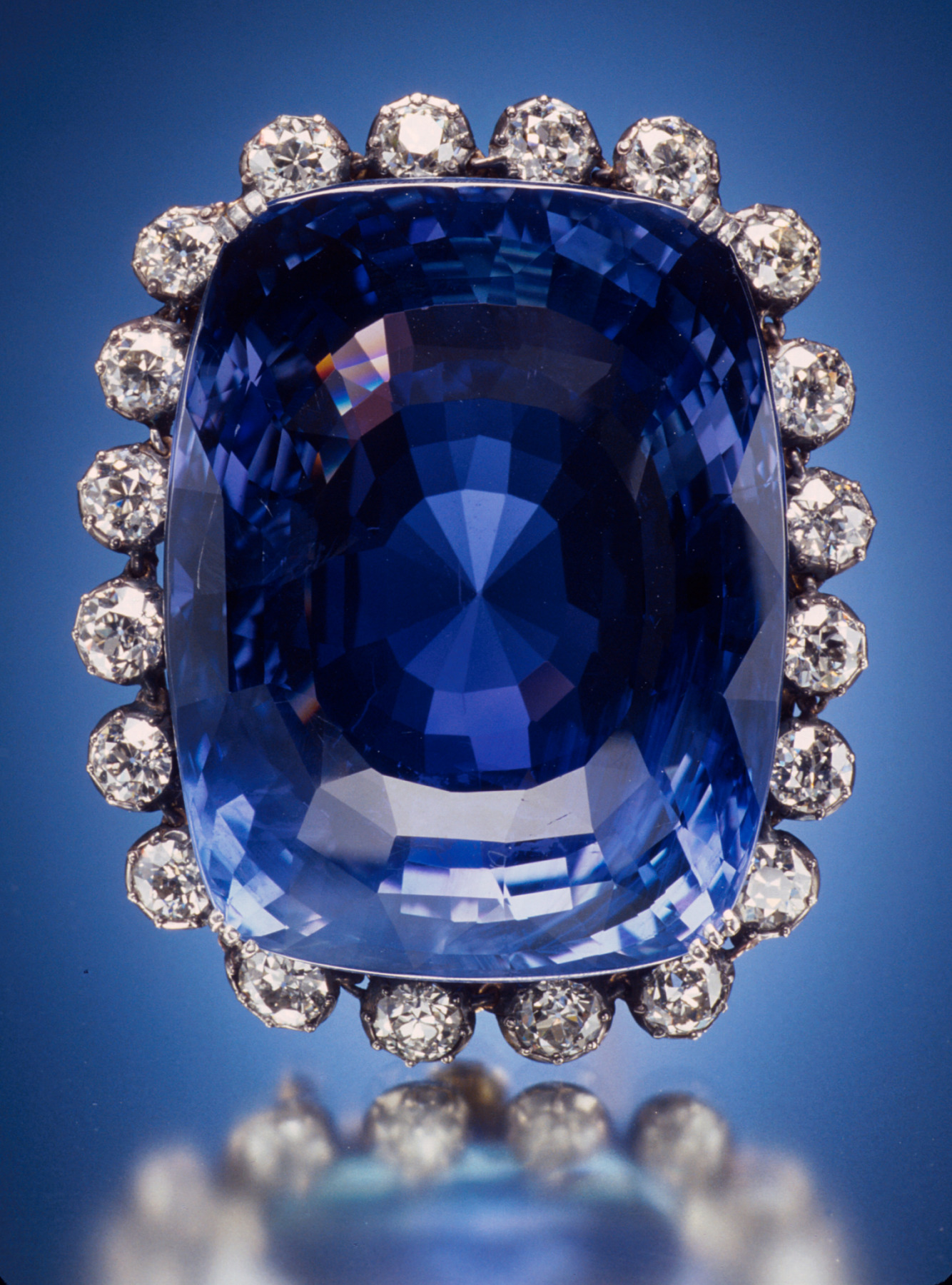
Zaffiro Logan, National Museum of Natural History, Washington

## Proprietà
Come tutti i corindoni, lo zaffiro cristallizza nel sistema trigonale con composizione chimica Al2O3 e sviluppa prevalentemente cristalli a doppia punta, a forma di barile, piramidali a sei lati e prismatici. Anche la resistenza chimica è tipica del corindone. Ad esempio, lo zaffiro è insolubile in acido e si scioglie solo a una temperatura di 2050 °C.
A 25 °C, la conducibilità termica è 41,9 W/(m·K) e la capacità termica è 754 J/(kg·K). Questa conducibilità termica, relativamente elevata per i materiali termicamente isolanti, aumenta notevolmente a temperature più basse e diminuisce a temperature più alte: a -243°C la conducibilità vale 10 000 (W/m·°C); a 27°C vale 40 (W/m·°C ); 1227°C è un decimo di quella a temperatura ambiente, ossia 4 (W/m·°C).

### Colori ed effetti ottici

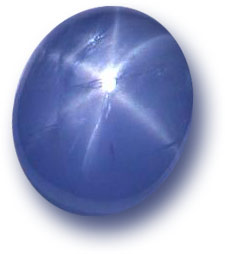
Asterismo sulla superficie dello zaffiro stellato Stella di Bombay (182 carati)

Gli zaffiri contengono, come sostanze che contribuiscono al colore, piccole miscele di Fe2+ e Ti4+ o Co2+ (che danno il colore blu), Fe3+ (giallo e verde), Cr3+ (a seconda della concentrazione, dal rosso (per definizione un rubino) al rosa), Ti3+ (rosa) e/o V4+ (viola, insieme a cromo e ferro arancione). Il leucozaffiro incolore, invece, non contiene impurità.
La pietra preziosa classica è lo zaffiro, di un blu intenso ma non troppo scuro ("zaffiri del Kashmir"). Gli zaffiri rinvenuti a Yogo Gulch (contea di Judith Basin, nel Montana) sono prevalentemente di un blu intenso. Una particolarità tra gli zaffiri preziosi è il cosiddetto padparadscha, una varietà di colore rosa-arancione, proveniente principalmente dall'Asia e il cui nome deriva dalla parola singalese che significa fiore di loto. Originariamente i padparadscha provengono dallo Sri Lanka, ma oggi vengono spesso colorati e possono quindi provenire da tutto il mondo.
Molto richiesti sono anche gli zaffiri stellati, che presentano l'effetto ottico dell'asterismo. Grazie agli aghi di rutilo orientati e incastonati, si osserva una riflessione più o meno perfetta a forma di stella a sei raggi.

### Rifrazione
Quando un raggio di luce penetra in una pietra come il rubino o lo zaffiro si scinde in due raggi, dando origine al fenomeno chiamato birifrangenza o doppia rifrazione. A causa di questo fenomeno, qualsiasi oggetto osservato attraverso il cristallo appare lievemente sdoppiato.
La presenza di due raggi va a influire anche sul colore della pietra, donandole sfumature diverse e producendo così un effetto cromatico differenziale chiamato dicroismo.

## Origine e giacitura
Si può trovare in natura in rocce metamorfiche derivanti da rifusione di un micascisto, di una quarzite o di un calcare, in magmi poveri di silice e nei loro rispettivi depositi alluvionali.
Questi ultimi sono i principali giacimenti oggi sfruttati.
Si ricorda a proposito i giacimenti australiani, dello Sri Lanka, della Birmania e della Thailandia.
In Italia si trovano piccoli cristalli di zaffiro nella calcite del Terminillo.
Tra più importanti produttori di zaffiri ci sono Sri Lanka e India, ma oggi le pietre preziose provengono anche dagli Stati Uniti, in particolare dal Montana, dove gli zaffiri si trovano a Yogo Gulch, in Australia e in Nigeria.

## Produzione sintetica e trattamento chimico-tecnico
Dal 1910 vengono prodotti zaffiri sintetici di qualità perfetta, in vari colori e in dimensioni pressoché illimitate. Ad esempio, il nome commerciale ormai obsoleto "amaryl" si riferiva a uno zaffiro sintetico verde chiaro. Gli zaffiri sintetici incolori sono talvolta venduti con il nome commerciale fuorviante di "diamandite" o "diamondite" e servono come imitazioni dei diamanti.
La maggior parte degli zaffiri venduti come "naturali" sono trattati termicamente, e il trattamento termico viene utilizzato sia per cambiare il colore sia per aumentare la purezza della pietra. Con un leggero trattamento termico si conservano strutture microscopiche come gli aghi di rutilo; riscaldate ad alte temperature (circa 1800 °C), queste microinclusioni naturali si sciolgono e lo zaffiro diventa trasparente. Se lo zaffiro viene raffreddato molto lentamente, le microinclusioni possono riformarsi. In questo modo, uno zaffiro sintetico ricco di titanio può essere trasformato in uno zaffiro stellato (o rubino). Le crepe superficiali o le piccole imperfezioni vengono spesso coperte fondendo borace e cristallo al piombo oppure tramite trattamento con olio.
In particolare, gli zaffiri blu possono essere ottenuti anche tramite un processo di diffusione, in cui lo strato blu è solo molto sottile e superficiale. A partire dal 2000 circa, gli zaffiri vengono spesso riscaldati a 1800 °C insieme alla polvere di berillio per attenuare le tonalità bluastre. Ciò crea zaffiri di colore che va dal giallo intenso all'arancione.

## Zaffiri sintetici incolori
Il vetro zaffiro si riferisce a lastre piatte, per lo più incolori, realizzate in corindone sintetico e vengono utilizzati, tra le altre cose, nell'orologeria come vetri per orologi. Il nome è fuorviante perché il vetro zaffiro non è vetro perché il vetro zaffiro ha una struttura cristallina, mentre il vetro non possiede struttura, essendo amorfo. Con una durezza Mohs pari ma 9, lo zaffiro è il quarto più duro tra tutti i materiali trasparenti dopo la moissanite, il nitruro di silicio e il diamante ed è quindi particolarmente apprezzato in questa applicazione per la sua resistenza ai graffi. Il vetro zaffiro è uno zaffiro sintetico (monocristallo) a elevata purezza, ricavato da ossido di alluminio fuso.
Il vetro zaffiro è leggermente meno sensibile agli urti rispetto al vetro al quarzo convenzionale o al vetro minerale e presenta una trasmissione e una rifrazione della luce molto elevate. Tuttavia, il vetro zaffiro si rompe anche sotto la forte pressione di oggetti duri e affilati. La credenza comune che i vetri zaffiro siano assolutamente inscalfibili è esagerata: quando altri materiali molto duri (ad esempio il granito) e una forte pressione (ad esempio un urto) agiscono sul vetro zaffiro, possono verificarsi anche piccoli graffi, ma ciò è molto raro. Spesso si può osservare l'abrasione dell'alluminio, erroneamente definita "graffi", che può verificarsi quando le superfici in alluminio vengono urtate. Queste abrasioni rappresentano un legame materiale duraturo, ma possono essere facilmente rimosse con una gomma.
Proprietà fisiche del cristallo di zaffiro sintetico:
- struttura cristallina esagonale
- densità: 3,98 g/cm³ a 20 °C
- punto di fusione: 2030 °C
- conduttività termica a 27 °C: 40 W/(m·°C)
- modulo di compressibilità: 240 GPa
- modulo di rottura : 420 MPa a 20°C; 280 MPa a 500°C

Con l'ausilio di un dispositivo elettronico per la prova dei diamanti, come quelli utilizzati nell'industria della gioielleria per identificare in modo affidabile i diamanti tagliati naturalmente, il vetro zaffiro può essere distinto in modo affidabile dal vetro comune grazie alla sua conduttività termica notevolmente più elevata.
Esistono vari processi di produzione a partire dalla fusione (insieme ad altri processi tecnicamente insignificanti a partire dal flusso (sale metallico fuso) o idrotermale):
- il processo di Verneuil senza crogiolo (inventato dal chimico francese Auguste Verneuil nel 1902)[30][31]
- il metodo EFG (Edge-defined Film-fed Growth), in realtà il metodo Stepanov[32][33] per la produzione di profili in zaffiro (piastre, tubi, barre, ecc.) con sezione trasversale costante.
- il processo Czochralski, inventato dallo scienziato polacco Jan Czochralski nel 1916[34]
- il metodo Nacken-Kyropoulos, che prende il nome da Richard Nacken e Spyro Kyropoulos (Istituto di fisica di Gottinga, 1926).[35]

Per i vetri degli orologi in zaffiro di alta qualità sono comuni rivestimenti speciali, come ad esempio per il rivestimento antiriflesso che riduce la riflessione della luce. Prodotti prima dell'anno 2000, questi rivestimenti antiriflesso solitamente non sono sufficientemente resistenti ai graffi. Successivamente questi rivestimenti non sono più solitamente rimovibili o cancellabili, e la riconoscibilità di tali rivestimenti è solitamente data solo dal fatto che l'osservatore non riesce più a riconoscere alcun cristallo. Questa caratteristica è particolarmente pronunciata nei cristalli zaffiro antiriflesso su entrambi i lati; l'osservatore crede di guardare un orologio senza vetro. Un semplice test può distinguere il vetro zaffiro dagli altri vetri degli orologi: grazie alla struttura cristallina, quando il vetro zaffiro viene tenuto in posizione obliqua, una goccia d'acqua scivola via dalla superficie molto lentamente e senza lasciare striature. mentre sul vetro minerale o sul vetro plastico lascia una sottile striscia.
Nei telefoni cellulari costosi di alcuni produttori, il vetro di copertura è in vetro zaffiro. Normalmente, il vetro di copertura del display è realizzato in vetro di copertura speciale per display (come il Gorilla Glass), ma il vetro zaffiro può essere utilizzato anche come display antigraffio negli smartphone.

## Come pietra preziosa
Gli zaffiri vengono utilizzati principalmente nella gioielleria. Lo zaffiro stellato o asteria è una varietà di zaffiro che presenta l'effetto ottico chiamato asterismo nel quale si presenta un riflesso luminoso a sei raggi. Gli zaffiri stellati contengono inclusioni aghiformi incrociate disposte analogamente alla struttura cristallina che provocano l'apparizione di uno schema a forma di stella a sei raggi quando la pietra viene illuminata da una singola fonte di luce posta sopra di essa. Le inclusioni sono solitamente formate da rutilo, un minerale formato principalmente da biossido di titanio. Queste pietre solitamente vengono tagliate a cabochon facendo in modo che il centro della stella appaia vicino alla sommità. A volte appare una stella con dodici raggi perché la pietra contiene due tipi di inclusioni come per esempio una combinazione di fini aghi di rutilo con delle piastrine di ematite; i primi si presentano come una stella biancastra mentre l'ematite origina una stella dorata. Durante la fase di cristallizzazione i due tipi di inclusione si orientano preferibilmente in differenti direzioni lungo il cristallo formando quindi due stelle a sei raggi sovrapposte originando quindi una stella a dodici raggi.

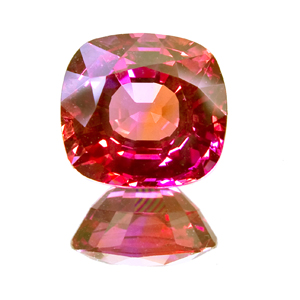
Zaffiro padparadscha, taglio a cuscino, 2,28 ct
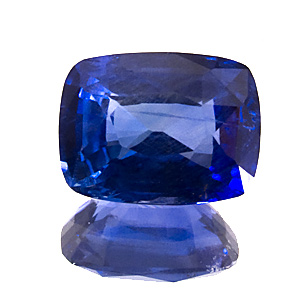
Zaffiro blu, taglio a cuscino, 2,08 ct
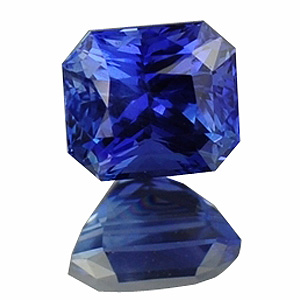
Zaffiro blu non trattato, taglio radiant cut, 1,15 ct
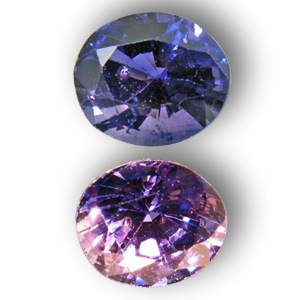
Dicroismo in un zaffiro 1,40 ct
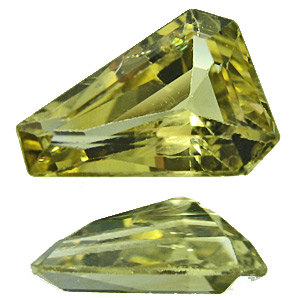
Zaffiro giallo non trattato, 0,67 ct
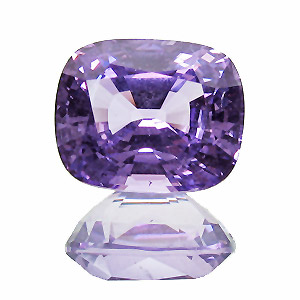
Zaffiro violetto, 2,48 ct
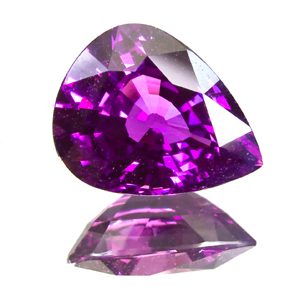
Zaffiro violetto tagliato a goccia, 3,20 ct
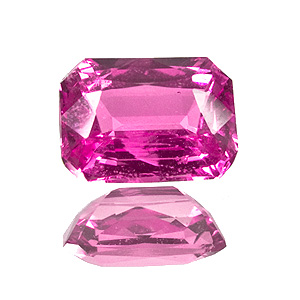
Zaffiro rosa con taglio a otto facce 1,17ct
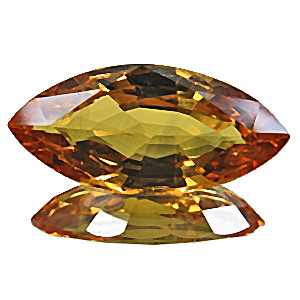
Zaffiro giallo tagliato tagliato a navette, 6,87 ct

Le inclusioni possono anche originare l'effetto di gatteggiamento se la direzione della faccia superiore della cupola del cabochon è orientata perpendicolarmente all'asse {\displaystyle c} del cristallo invece che parallelamente a essa. Se la cupola è orientata in una posizione intermedia fra le due direzioni, apparirà una stella scentrata con il centro spostato rispetto alla sommità della cupola.
Lo zaffiro "Regina dell'Asia" è stato scoperto in Sri Lanka ed è lo zaffiro più grande al mondo: pesa 310 kg (1,6 milioni di carati) ed è stato stimato valere 150 milioni di dollari statunitensi.
La "Stella di Adamo", con i suoi 1404,49 ct, è il secondo zaffiro blu stellato più grande al mondo; è stata scoperta a Ratnapura (conosciuta con il soprannome di "Città delle gemme"), nel sud dello Sri Lanka, nell'agosto 2015. Il nome è stato dato dall'attuale proprietario, in riferimento alle credenze musulmane secondo cui Adamo arrivò in Sri Lanka e visse sul Picco di Adamo dopo aver lasciato il Giardino dell'Eden.
La "Black Star of Queensland" è uno tra gli zaffiri più grande al mondo; è di colore nero e pesa 733 carati; fu scoperto in Australia, negli anni trenta, da un ragazzo dodicenne, Roy Spencer, nella miniera di Reward Claim, vicino ad Anakie, nel Queensland. Inizialmente scambiato da suo padre per un comune cristallo nero, fu usato per anni in casa come fermaporta. Soltanto in seguito, a un esame specifico più attento, si scoprì trattarsi di uno zaffiro di grandissimo valore.
La "Star of India" (estratta in Sri Lanka), del peso di 563,35 carati (112,67 grammi), è un altro zaffiro noto per le sue notevoli dimensioni. La pietra, vecchia di circa 2 miliardi di anni, fu donata all'American Museum of Natural History di New York da John Pierpont Morgan nel 1901 dove può ancora essere ammirata.
La "Star of Artaban", 287 carati, proveniente anch'essa dallo Sri Lanka, è esposto nel Museo Nazionale di Storia Naturale dello Smithsonian Institution. Il nome della gemma è basato sul racconto del 1895 The Other Wise Man di Henry van Dyke. L'eroe della storia, Artaban, era un uomo saggio della Persia che partì per unirsi ai Re Magi nel loro viaggio per vedere il neonato Gesù. Acquistò tre grandi gemme, una delle quali era uno zaffiro, da presentare come dono al re neonato. Non raggiunse mai la sua destinazione e invece diede le sue gemme ai bisognosi.
La "Star of Bombay" (estratto in Sri Lanka) di 182 carati, esposto presso il National Museum of Natural History a Washington è un altro esempio di zaffiro stellato blu. Il colore viola-blu della Stella di Bombay è causato dalla presenza di titanio e ferro che conferiscono la tinta blu, e il vanadio che contribuisce al suo colore viola del dorso.

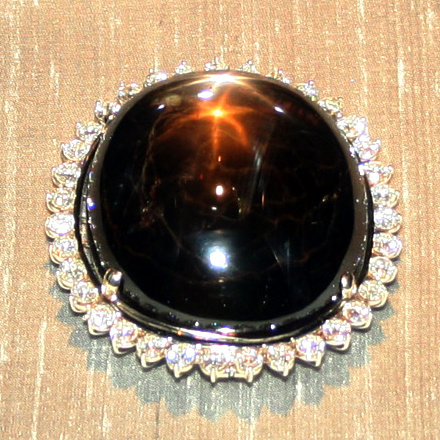
Lo zaffiro "Black Star of Queensland"
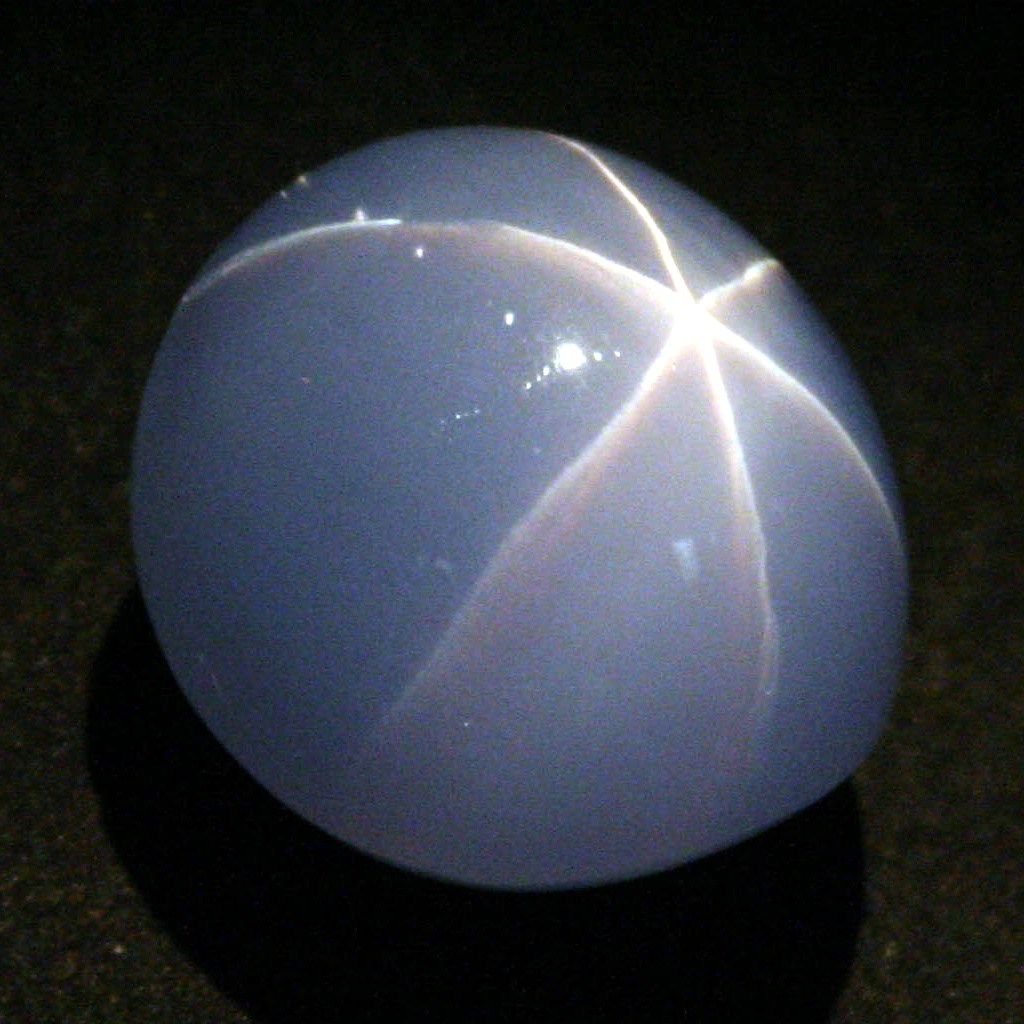
Lo zaffiro "Star of India"
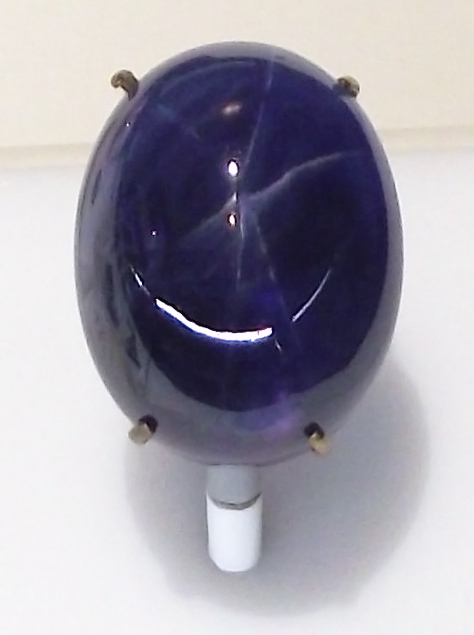
Lo zaffiro "Star of Bombay"

## Altri usi
Drogato con titanio come ione laser attivo, lo zaffiro sintetico funge da cristallo ospite per il laser allo zaffiro di titanio, un laser che opera nell'intervallo di lunghezza d'onda da 700 a circa 1000 nanometri.

## Simbologia
Dall'agosto 1985, lo zaffiro è l'emblema minerario dello Stato australiano del Queensland.

## Esoterismo e medicina monastica
Lo zaffiro in passato è stato menzionato in opere di medicina medievale.